# Andrew Jagaye Karnley
Andrew Jagaye Karnley (* 26. April 1967 in Jawajeh) ist ein liberianischer Priester und Bischof von Cape Palmas.

## Leben
Andrew Jagaye Karnley empfing am 9. Juli 1995 die Priesterweihe. Benedikt XVI. ernannte ihn am 22. Februar 2005 zum Apostolischen Administrator von Monrovia. Von seinem Amt trat er am 15. November 2009 zurück. Der Papst ernannte ihn am 5. Januar 2011 zum Bischof von Cape Palmas.
Die Bischofsweihe spendete ihm der Apostolische Nuntius in Liberia, Gambia und Sierra Leone, George Antonysamy, am 30. April desselben Jahres; Mitkonsekratoren waren Lewis Zeigler, Erzbischof von Monrovia, und Boniface Nyema Dalieh, Altbischof von Cape Palmas.